# Bruceton Mills
Bruceton Mills est une municipalité américaine située dans le comté de Preston en Virginie-Occidentale. Elle compte 85 habitants en 2010.

## Géographie
Bruceton Mills se trouve dans le nord de la Virginie-Occidentale, à proximité du Maryland et de la Pennsylvanie. Elle est bordée par la Cheat, qui délimite la ville à l'est.
La municipalité s'étend sur 0,06 milles carrés (0,16 km2).

## Histoire
Vers 1791, un moulin est bâti à l'emplacement actuel de la ville par Samuel Morton. D'abord appelé Morton's Mill (« le moulin de Morton » en français), le lieu prend ensuite le nom de Milford.
En 1853, la ville devient une municipalité et John M. Huffman la renomme en l'honneur de son beau-père le colonel George Bruce,.

## Démographie
Selon le recensement de 2010, Bruceton Mills compte 85 habitants.